# アシュリー市営空港
アシュリー市営空港（アシュリーしえいくうこう、Ashley Municipal Airport、(IATA: ASY, ICAO: KASY, FAA LID: ASY)）は、アメリカ合衆国ノースダコタ州マッキントッシュ郡アシュリーの中心業務地区 (CBD)から南東に1海里（およそ2km）に位置する、市が所有している公共用の空港。

## 施設と航空機
アシュリー市営空港は、敷地面積 90エーカー (36 ha)、海抜標高 2,032フィート (619 m) である。滑走路は2本あり、その 14/32 滑走路はアスファルト舗装で 1,310 x 18 m（43,00 x 60 フィート）であり、8/26 滑走路は芝（ターフ）で 861 x 45m（2,825 x 150 フィート）である。
2011年7月15日までの1年間において、飛行機の発着総数は 2,610件、1月平均 217件であり、その 92% がゼネラル・アビエーション、8%がエアタクシー、1%未満が軍事航空であった。この時点で、この空港を基地とする航空機は 11機あり、そのすべてが単発機であった。